# السنافرة
قرية السنافرة هي إحدى القرى التابعة لمركز برج العرب في محافظة الإسكندرية في جمهورية مصر العربية. حسب إحصاءات سنة 2018، بلغ إجمالي السكان في السنافرة 2,093 نسمة، منهم 1,063 رجل و 1,030 امرأة.